# Muraltia rhamnoides
Muraltia rhamnoides är en jungfrulinsväxtart som beskrevs av Chod.. Muraltia rhamnoides ingår i släktet Muraltia och familjen jungfrulinsväxter. Inga underarter finns listade i Catalogue of Life.